# Johann Ernst IV. (Sachsen-Weimar)
Johann Ernst IV. (* 25. Dezember 1696 in Weimar; † 1. August 1715 in Frankfurt am Main), aus der ernestinischen Linie des Hauses Wettin, war Herzog von Sachsen-Weimar und Komponist.

## Leben

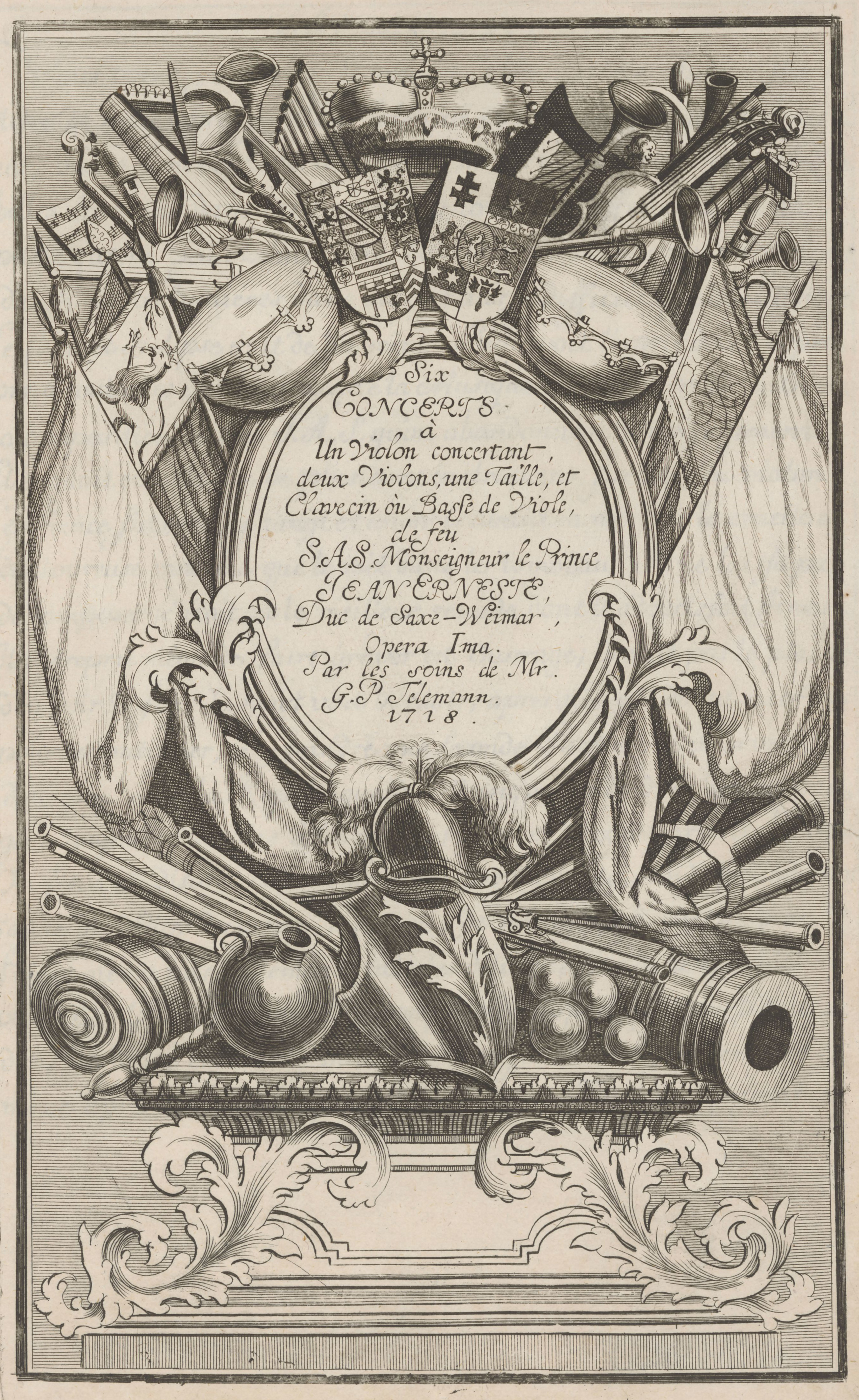
Titelseite der Sechs Konzerte

Johann Ernst IV. war der jüngste Sohn des Herzogs Johann Ernst III. von Sachsen-Weimar (1664–1707) aus dessen zweiter Ehe mit Charlotte (1672–1738), Tochter des Landgrafen Friedrich II. von Hessen-Homburg.
Nach dem Tod seines Vaters 1707 wurde der Zehnjährige, gemeinsam mit seinem älteren Halbbruder Ernst August, nominell Herzog von Sachsen-Weimar. Die Brüder standen unter Regentschaft ihres Onkels Herzog Wilhelm Ernst. Johann Ernst studierte an der Universität Utrecht und wurde 1713 auf Kavalierstour geschickt. Hier bildete sich eine Geschwulst am Bein, möglicherweise ein metastasierendes Sarkom, welches sich trotz intensiver Pflege durch seine Mutter und Kuraufenthalten in Schwalbach und Frankfurt in den Bauchbereich ausbreitete. Der Herzog verschied daran erst 18-jährig und wurde nicht in Weimar, sondern in der Gruft des Bad Homburger Schlosses beigesetzt.
Johann Ernst war musikalisch äußerst begabt. Er wurde in früher Jugend durch den Weimarer Hofmusiker Eilenstein ausgebildet und komponierte ca. 19 Konzerte. Er hatte Einfluss auf die Weimarer Zeit Johann Sebastian Bachs. Bach bearbeitete um 1713–14 drei Instrumentalkonzerte des Prinzen für Cembalo solo: BWV 982 in B-Dur, BWV 984 in C-Dur und BWV 987 in d-moll; das Konzert Nr. 13 in C-Dur BWV 984 entstand nach dem Violinkonzert op. 1 Nr. 4 von Prinz Johann Ernst. Das Konzert in G-Dur BWV 592 und das Konzert in C-dur BWV 595 für Orgel solo beruhen ebenfalls auf Konzerten von Johann Ernst. Nach dem Tod des Prinzen veröffentlichte Georg Philipp Telemann sechs der Konzerte als Johann Ernsts op. 1.